# Президент на Парагвай
Президентът на Република Парагвай (на испански: Presidente de la República del Paraguay) е държавен глава и ръководител на правителството на Парагвай.
Избира се с преки избори и има мандат от 5 години без право на преизбиране. Седалището на президента е в „Паласио де лос Лопес“, а резиденцията му – в „Мбурувича Рога“ в столицата Асунсион.
От 15 август 2018 година президент на Парагвай е Марио Абдо Бенитес от партията „Колорадо“. През април 2023 година за президент е избран Сантяго Пеня, също от партията „Колорадо“, който трябва да встъпи в длъжност на 15 август 2023 година.